# Isonemurus longipalpis
Isonemurus longipalpis är en insektsart som beskrevs av Esben-petersen 1928. Isonemurus longipalpis ingår i släktet Isonemurus och familjen myrlejonsländor. Inga underarter finns listade i Catalogue of Life.